# Heinkel He 70

Схематичне зображення літака «Гейнкель» He 70

«Гейнкель» He 70 «Бліц» (нім. Heinkel He 70 Blitz) — німецький поштовий і швидкісний пасажирський літак-моноплан 1930-х років, розроблений Heinkel Flugzeugwerke. Пізніше літак використовувався Люфтваффе як легкий бомбардувальник, транспортний літак та для виконання завдань повітряної розвідки. У нього була коротка комерційна кар'єра, перш ніж його замінили типи більшого розміру та спроможностей. До початку 1933 року He 70 встановив вісім світових рекордів швидкості.

## Історія
«Гейнкель» He 70 «Бліц» (укр. блискавка) був розроблений на початку 1930-х років як поштовий літак для Deutsche Luft Hansa у відповідь на запит на літак, швидший за американський Lockheed Model 9 Orion (використовувався Swissair) для обслуговування коротких маршрутів.
He 70 являв собою консольний низькоплановий моноплан з аеродинамічно ефективним еліптичним крилом і висувною ходовою частиною та одним двигуном, встановленим у носовій частині. Щоб відповідати високим вимогам до швидкості, було вжито заходів щодо мінімізації лобового опору за допомогою заклепок урівень, які створюють гладку поверхню, і основного шасі, що повністю прибиралося на польоті. Хвостове колесо не забиралося. Основним рушієм літака був німецький авіаційний двигун BMW VI V-12 потужністю 470 кВт (630 к.с.), який охолоджувався етиленгліколем, а не водою. Це дозволило використовувати менший радіатор, який також втягувався на високій швидкості для подальшого зменшення опору. Пілот і радист сиділи в тандемі, за ними йшла кабіна, в якій могли розміститися чотири пасажири парами один напроти другого.
1 грудня 1932 року здійснив перший випробувальний політ і довів чудові характеристики, встановивши вісім світових рекордів швидкості на відстані та досягнувши максимальної швидкості 377 км/год.
Luft Hansa використовувала He 70 з 1934 до 1937 року для швидкого сполучення між Берліном і Франкфуртом, Гамбургом і Кельном, а також між Кельном і Гамбургом. He 70 здійснювали міжнародні перельоти зі Штутгарта до Севільї між 1934 і 1936 роками. Маршрут був частиною поштової служби Південної Америки, наданої Luft Hansa, який продовжувався через Батерст, британська колонія Гамбія, до Наталу, Бразилія, на літаках Junkers Ju 52/3m і летючих човнах Dornier Wal.
У 1937 році літаки, що залишилися, були передані Люфтваффе. Повітряні сили нацистської Німеччини вже використовували He 70, починаючи з 1935 року, спочатку як легкий бомбардувальник і літак-розвідник. Як тільки з'явилися спеціально розроблені варіанти інших літаків, ці літаки відійшли на другий план, й їх використовували на другорядних завданнях як літак зв'язку та кур'єр.
Наприкінці 1930-х років 28 літаків було відправлено до Іспанії з німцями-пілотами легіону «Кондор», де вони використовувалися під час Громадянської війни в Іспанії як швидкісні літаки-розвідники. Там вони були відомі як Rayo, що іспанською означає «блискавка».
Один екземпляр був придбаний Rolls-Royce для використання як випробувального двигуна: він продовжував використовуватися до 1944 року.
He 70K (пізніше He 170) був експортним варіантом швидкісного літака-розвідника, який використовувався угорськими Королівськими ПС. Оснащені радіальним двигуном Gnome-Rhône Mistral Major, виготовленими за ліцензією в Угорщині під назвою WM-K-14, планери та остаточне складання цих літаків відбувалося в Німеччині. Нові двигуни підвищили максимальну швидкість літака з 360 до 435 км/год. З 1937 по 1942 рік 18 екземплярів використовувалися Королівськими ПС Угорщини.

### Слабкі сторони
Основним недоліком He 70 у військових цілях була небезпека пожежі. Частини планера були виготовлені з надзвичайно легкозаймистого магнієвого сплаву під назвою «електрон», хоча більшість монококового фюзеляжу складалася з дюралюмінію. Електрон дуже легкий, але міцний, але легко горить при запаленні та його важко загасити. Крім того, кожне крило містило паливний бак об'ємом 210 літрів, що не самогерметизувався, що, можливо, ще більше посилило репутацію літака, як пожежонебезпечного. Інші проблеми включали погане захисне озброєння, малу дальність польоту і поганий огляд з кабіни, що призвело до того, що угорський парк He 170A був передчасно виведений з експлуатації та замінений застарілими монопланами Heinkel He 46 з парасольковими крилами, поки не надійшов на озброєння середньовисотний літак спостереження Focke-Wulf Fw 189 «Uhu».

## Модифікації

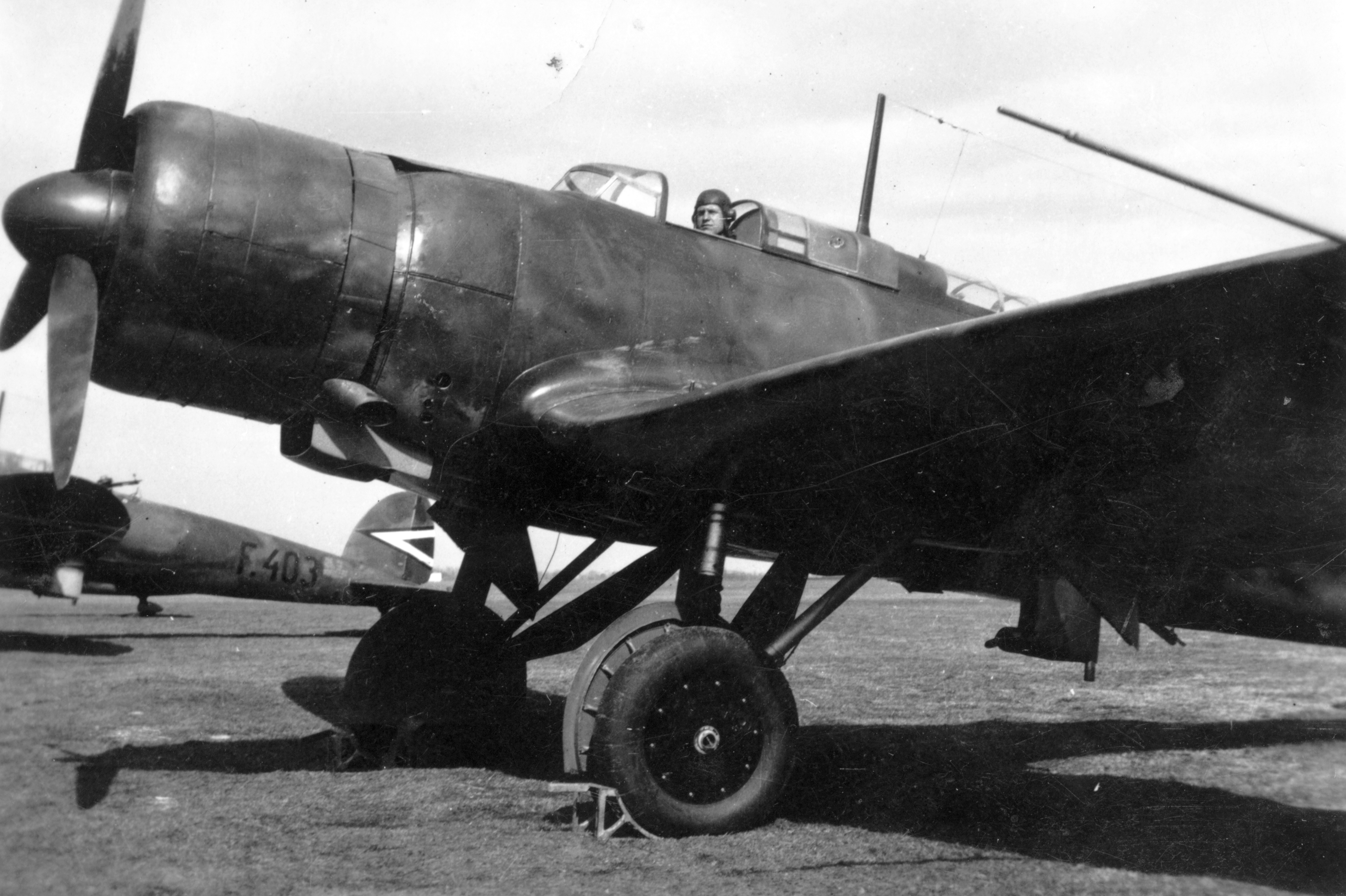
Угорський літак Heinkel He-70K. 1939

- He 70a — перший прототип літака
- He 70b — другий прототип з екіпажем і 4 місцями для пасажирів
- He 70c — третій прототип, озброєний кулеметом, для випробувань варіанту легкого бомбардувальника, розвідника і кур'єра
- He 70d — четвертий прототип, побудований у 1934 році для Luft Hansa, оснащений двигуном BMW VI 7,3.
- He 70e — п'ятий прототип, побудований в 1934 році для Люфтваффе як легкий бомбардувальник, оснащений двигуном BMW VI 7,3
- He 70A — пасажирська версія для Luft Hansa
- He 70D — пасажирська версія для Luft Hansa (12 од.)
- He 70E — версія легкого бомбардувальника для Люфтваффе, пізніше перетворений на версію F
- He 70F — розвідувальний/зв'язку літак для Люфтваффе
- He 70F-1 — розвідувальний літак дальнього радіусу дії
- He 70F-2 — модифікований аналог He 70F-1
- He 70G — пасажирська версія для Luft Hansa, після 1937 року перетворений на версію F
- He 70G-1 — один екземпляр, оснащений двигуном Rolls-Royce Kestrel 810 к.с. (600 кВт)
- He 70K (He 170A) — військовий експортний варіант, оснащений радіальним двигуном WM-K-14 потужністю 746 кВт (1000 к.с.), виготовлений за ліцензією
- He 270 V1 — прототип з рядним двигуном DB-601Aa(інші мови).

## Країни-оператори

### Цивільна версія літака
Третій Рейх
- Deutsche Luft Hansa

 Японська імперія
- Авіація імперського флоту Японії

 Швейцарія
- Swissair

 Велика Британія
- Rolls-Royce Limited

### Військова версія літака
Третій Рейх
- Люфтваффе

 Іспанія
- Націоналістичні ПС Іспанії

 Королівство Угорщини (1920–46)
- Королівські повітряні сили Угорщини

## Однотипні літаки за епохою, характеристиками та призначенням
| - Heinkel He 111 - Heinkel He 112 - Heinkel He 118 - Heinkel He 119 - Junkers Ju 60 - Airspeed Envoy | - Manshū Hayabusa - Boeing Monomail - Breese-Dallas Model 1 - General Aviation GA-43 - Lockheed Model 9 Orion - Northrop Delta | - Vultee V-1 - ОКО-1 - ХАІ-1 - Р-5 - Aichi D3A |